# Leviano
Leviano (Festivaltitel: Adelaide) ist ein luso-kanadisches Filmdrama, geschrieben und inszeniert von Justin Amorim. Es ist der erste Langfilm des kanadisch-portugiesischen Regisseurs.

## Handlung
Der Spielfilm spielt im wohlhabenden und neureichen Umfeld der Familien Paixão und Silva. Es geschieht ein aufsehenerregendes und nicht aufgeklärtes Verbrechen, und Anita Paixão verschwindet während ihrer eigenen Geburtstagsfeier.
Ein Jahr später vereinbaren die wieder aufgetauchte Mutter Anita und ihre drei sehr unterschiedlichen, mit den drei Brüdern Silva anbändelnden und zwischen bürgerlichem Leben, verwöhnter Langeweile und explodierendem Lebenshunger schwankenden Töchter, ein Interview zu geben. In dem Interview offenbaren sie alles, was passiert ist, und enthüllen neue Hinweise auf dieses schreckliche Ereignis, das die Stadt in Aufruhr brachte.

## Rezeption
Der Film wurde an der Algarve gedreht und kam am 5. Juli 2018 in Portugal in die Kinos. Er lief danach auf einer Reihe Filmfestivals, darunter das Thessaloniki International Film Festival (TIFF). Er war auch für einige Preise nominiert, insbesondere bei den CinEuphoria Awards, bei denen er jedoch am Ende leer ausging.
Am 21. November 2018 wurde der Film in Portugal als DVD veröffentlicht. Im Fernsehen lief er erstmals am 3. Mai 2020 auf RTP1, dem ersten Kanal des öffentlich-rechtlichen Senders RTP.
Filmfreunde in Portugal zeigten unterschiedliche Reaktionen, die von Begeisterung bis Enttäuschung reichten. Positiv wurden oft die Einstellungen und Bilder und der zeitgemäße Aufbau der Erzählung und ihre Tiefe bewertet, negativ wurde häufig die Leistung einiger Jungschauspieler, die an Hollywood orientierte Machart, die unglaubwürdige Handlung und effekthascherische Sexszenen erwähnt.